# Aristolochia ernestulei
Aristolochia ernestulei là một loài thực vật có hoa trong họ Aristolochiaceae. Loài này được Hoehne mô tả khoa học đầu tiên năm 1927.